# بيتر عطية
بيتر عطية (مواليد 19 مارس 1973) (بالإنجليزية: Peter Attia)‏ هو طبيب أمريكي كندي من أصل مصري، معروف بممارسته الطبية التي تركز على علم طول العمر. وهو أيضًا أول شخص يقوم بالسباحة ذهابًا وإيابًا من جزيرة ماوي ولاناي.

## مسيرته
بعد كلية الطب، قضى عطية خمس سنوات في مستشفى جونز هوبكنز في بالتيمور بولاية ماريلند كمقيم جراحة عامة. أمضى عامين في المعهد الوطني للسرطان) في معاهد الصحة الوطنية الأمريكية، في بيثيسدا، ماريلند كزميل في جراحة الأورام تحت إشراف الدكتور ستيفن روزنبرغ. مع اقتراب انتهاء إقامته، انضم عطية إلى شركة الاستشارات ماكنزي في مكتب بالو ألتو كعضو في ممارسة المخاطر المؤسسية وممارسة الرعاية الصحية. شارك عطية في تأسيس مبادرة علوم التغذية (NuSI)، وعمل رئيسًا مع غاري توبيس في عام 2012. في عام 2014، أسس عطية شركة «عطية ميديكو». كما كان أحد المتحدثين في تيد ميد 2013.
كما يستضيف عطية بودكاست (The Peter Attia Drive) الذي يقوم فيه عطية بإجراء مقابلات عميقة مع العقول البارزة في مختلف المجالات، وخاصة الطب، في محاولة لنشر الوعي حول طول العمر والتحسينات في الصحة.